# Nights of the Dead, Legacy of the Beast: Live in Mexico City
| 전문가 평가 | 전문가 평가 |
| 평가 점수   | 평가 점수   |
| 출처        | 점수        |
| ----------- | ----------- |
| Louder      | [ 1 ]       |
| Kerrang!    | 4/5         |

《Nights of the Dead, Legacy of the Beast: Live in Mexico City》는 영국의 헤비 메탈 밴드 아이언 메이든의 라이브 음반으로, 2020년 11월 20일에 발매되었다. 2019년 9월 27일, 29일, 30일, 멕시코시티에서 열린 Legacy of the Beast World Tour에서 녹음되었다.

## 배경
2016년 7월 5일, 아이언 메이든은 노킹 프로그, 50cc 게임즈, 로드하우스 인터랙티브와 함께 안드로이드와 iOS를 위한 롤플레잉 비디오 게임인 《레거시 오브 더 비스트》를 출시했다. 이 게임은 아이언 메이든의 음반 커버와 노래에서 영감을 받은 가상의 세계를 배경으로 하며, 밴드의 마스코트인 에디 더 헤드가 산산조각난 영혼의 파편을 찾고 되찾기 위한 탐험에 나선다. 이후 만화책 시리즈가 되었고, 2017년 10월 31일에 처음 발매되었다.
2주 후인 11월 13일, 밴드는 2018년 5월 26일, 에스토니아 탈린에서 시작했으며 게임의 다르지만 서로 맞물리는 '월드'에서 느슨하게 영감을 받은 컨셉과 무대 세트 디자인을 가진 Legacy of the Beast World Tour를 발표했다. 매니저 로드 스몰우드가 "히스토리/히트" 투어라고 표현한 이 세트리스트에는 오랫동안 밴드가 라이브로 연주하지 않았던 여러 곡들이 포함되어 있었는데, 특히 1986년~1987년 Somewhere on Tour 이후 밴드의 세트리스트에 없었던 〈Flight of Icarus〉가 가장 눈에 띈다.
2000년~2001년 Brave New World Tour 이후 처음으로 블레이즈 베일리 시대의 노래 2곡(〈Sign of the Cross〉, 〈The Clansman〉)이 세트리스트에 포함됐고, 2003년~2004년 〈Lord of the Flies〉이 연주됐던 Dance of Death World Tour 이후 처음으로 수록됐다.
《Nights of the Dead》는 2006년 음반 《A Matter of Life and Death》의 수록곡인 〈For the Greater Good of God〉의 첫 공식 음반이다. 2006년 〈Different World〉가 싱글로 발매됐을 때 디지털 싱글과 DVD 싱글에 각각 〈The Reincarnation of Benjamin Breeg〉의 라이브 녹음이 B-사이드로 수록됐다.

## 곡 목록
모든 곡들은 특별한 언급이 없는 한 스티브 해리스에 의해 작사/작곡하였다.
| #  | 제목                            | 작사·작곡                      | 재생 시간 |
| -- | ------------------------------- | ------------------------------ | --------- |
| 1. | 〈Churchill's Speech〉          | 윈스턴 처칠                    | 0:38      |
| 2. | 〈Aces High〉                   |                                | 4:58      |
| 3. | 〈Where Eagles Dare〉           |                                | 5:12      |
| 4. | 〈2 Minutes to Midnight〉       | 아드리안 스미스, 브루스 디킨슨 | 5:54      |
| 5. | 〈The Clansman〉                |                                | 9:16      |
| 6. | 〈The Trooper〉                 |                                | 4:02      |
| 7. | 〈Revelations〉                 | 디킨슨                         | 6:32      |
| 8. | 〈For the Greater Good of God〉 |                                | 9:23      |
| 9. | 〈The Wicker Man〉              | 스미스, 해리스, 디킨슨         | 4:43      |

| #  | 제목                        | 작사·작곡              | 재생 시간 |
| -- | --------------------------- | ---------------------- | --------- |
| 1. | 〈Sign of the Cross〉       |                        | 11:00     |
| 2. | 〈Flight of Icarus〉        | 스미스, 디킨슨         | 3:43      |
| 3. | 〈Fear of the Dark〉        |                        | 7:46      |
| 4. | 〈The Number of the Beast〉 |                        | 4:59      |
| 5. | 〈Iron Maiden〉             |                        | 5:30      |
| 6. | 〈The Evil That Men Do〉    | 스미스, 디킨슨, 해리스 | 4:25      |
| 7. | 〈Hallowed Be Thy Name〉    |                        | 7:38      |
| 8. | 〈Run to the Hills〉        |                        | 5:07      |